# نادي ستيرلينغشير الشرقية
نادي ستيرلينغشير الشرقية هو نادي اسكتلندي لكرة القدم مقره في مدينة فالكيرك. تأسس النادي في عام 1881 ويتنافس في دوري لولاند، في المستوى الخامس من نظام الدوري الإسكتلندي لكرة القدم. يمكن تتبع أصول النادي حتى عام 1880 عندما شكل نادي الكريكيت المحلي فريق كرة قدم تحت اسم بريتانيا، ومقره في قرية بينسفورد.
تم انتخاب النادي للدوري الاسكتلندي لكرة القدم في 1900-1901 وتنافس في نظام الدوري. فاز ستيرلينغشير بالمرتبة الثانية لكرة القدم الاسكتلندية مرة واحدة وأنهى الموسم وصيفًا مرة واحدة، وحصل على ترقية إلى أعلى مستوى في كلتا المناسبتين. جاء أعلى ترتيب للنادي في الدوري خلال موسمي الانفرادي الذي شارك فيه في الدوري الأول في 1932-1933 و1964-1964. في عام 2016، أصبح إيست ستيرلينغشير أول نادٍ على الإطلاق يتم إقصاؤه من نظام الدوري الوطني.
دخل نادي ستيرلينغشير لأول مرة في كأس اسكتلندا في عام 1882، وكانت أفضل نتيجة للنادي وصوله إلى ربع النهائي في ثلاث مناسبات، وآخرها في عام 1981. كانت أفضل نتيجة حققها النادي في مسابقة الكأس الوطنية في موسم 2000–01 عندما وصل إلى نصف نهائي كأس التحدي الإسكتلندي، وخسر أمام ليفينغستون للحصول على مكان في النهائي. في عام 2008، غادر النادي ملعب فيرس بارك للمشاركة مع المنافس المحلي نادي ستنهاوسموير. من بداية موسم 2018-2019، سيشارك النادي أرضًا مع جاره نادي فالكيرك على ملعب فالكيرك.

## لاعبون بارزون
يحمل جوردون راسل الرقم القياسي لأكبر عدد من مرات الظهور في الدوري الاسكتلندي لكرة القدم لنادي ستيرلينغشير برصيد 415 بين عام 1983 وعام 2002. كما أصبح مدير النادي لفترة قصيرة عام 2002.
توج لاعبو إيست ستيرلينغشير لبلادهم على المستوى الدولي 9 مرات من قبل أربعة لاعبين. أول لاعب كان همفري جونز، الذي قاد فريق ويلز الوطني أربع مرات من أصل خمسة حصل عليها بينما كان في إيست ستيرلينغشير. كانت أول مرة في مباراة بطولة البيت البريطاني ضد إنجلترا في عام 1889. اللاعبون الثلاثة الآخرون هم أرشيبالد ريتشي وديفيد ألكسندر وجيمس ماكي، وجميعهم لمنتخب اسكتلندا الوطني في البطولة البريطانية. قام كل منهم بعمله ضد ويلز، على الرغم من أنه في مواسم مختلفة. جاء كأس أرشيبالد ريتشي الوحيد والوحيد في اسكتلندا في مارس 1891 ضد ويلز، الذي تم الحصول عليه من قبل لاعب إيست ستيرلينغشير السابق همفري جونز. قام ديفيد ألكسندر بظهورين، أحدهما ضد أيرلندا وسجل هدف ضد ويلز في بطولة 1894 البريطانية للمنزل التي فازت بها اسكتلندا. سجل جيمس ماكي هدفين خلال ظهوره الوحيد لأسكتلندا، في المباراة التي انتهت بالفوز 5-2 على ويلز عام 1898.

## مدراء بارزون

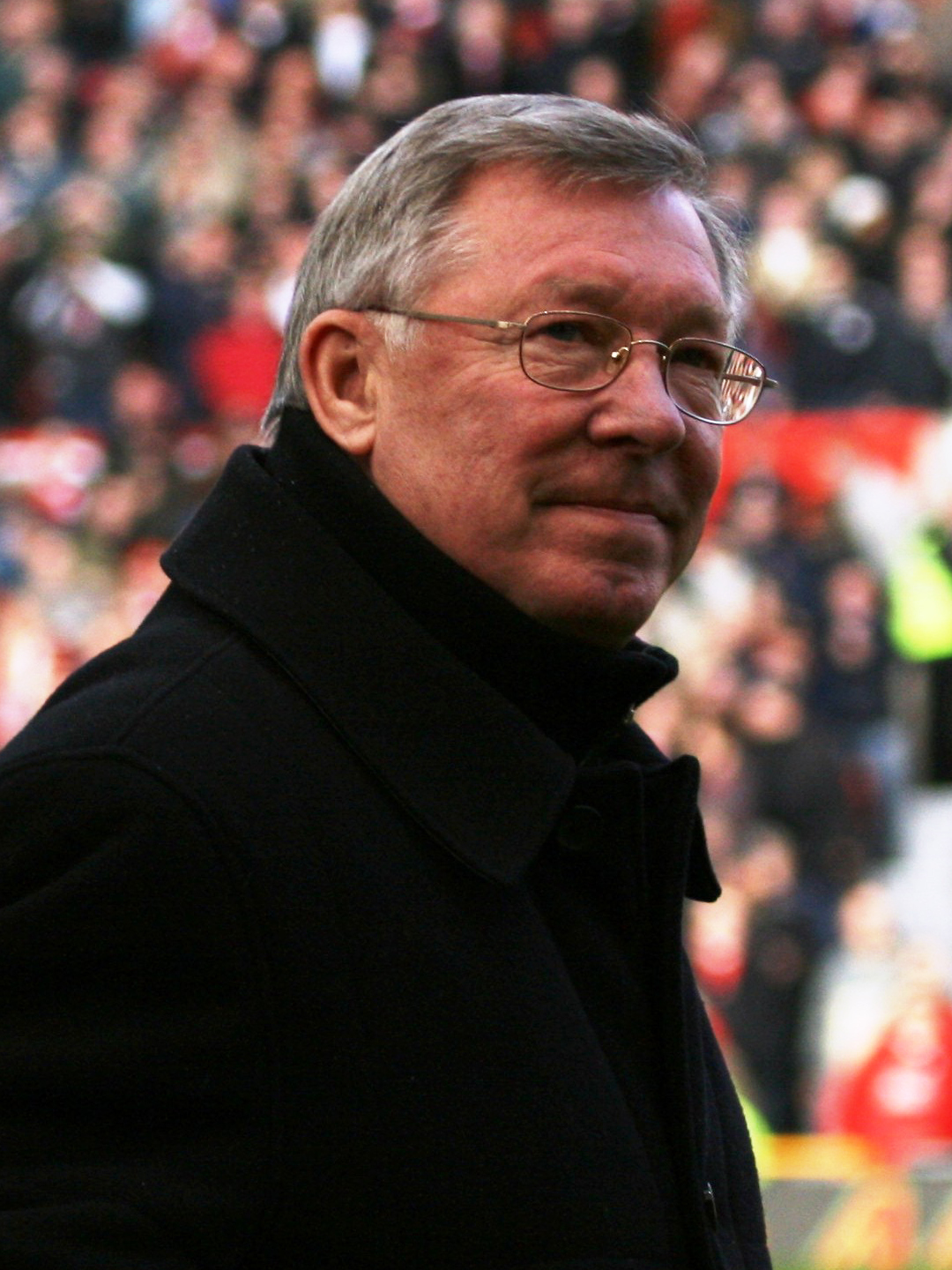
أليكس فيرغسون أشهر من قام بدور إداري في إيست ستيرلنغشير في عام 1974.

لم يُعيّن ستيرلنغشير مديرًا رسميًا حتى عام 1966. قبل ذلك، تم اتخاذ جميع قرارات الإدارة من قبل مجلس الإدارة في النادي. أول شخص يدير النادي كان لورنس بيني عام 1966. أشهر مدير للنادي هو مدرب مانشستر يونايتد السابق، السير أليكس فيرغسون، الذي بقي في منصبه الأول كمدرب في إيست ستيرلنغشير خلال عام 1974 قبل الانتقال إلى نادي سانت ميرين.
لم يسبق لأي مدير أن فاز بلقب الدوري مع النادي، ومع ذلك فإن بيلي لامونت مكّن النادي من للترقية إلى الدوري الاسكتلندي الدرجة الأولى بعد احتلال المركز الثاني بفارق نقطة واحدة وراء غريمه نادي فالكيرك. تأهل النادي أيضا إلى الدور ربع النهائي من كأس اسكتلندا، أبعد المرحلة من البطولة النادي وصلت منذ الوصول إلى نفس المرحلة 91 عاما مسبقا في 1889-90.
بعد خمسة مواسم متتالية في مؤخرة الدوري الاسكتلندي لكرة القدم في منتصف العقد الأول من القرن الحادي والعشرين، غيّر المدرب جيم ميكنالي مستوى النادي، حيث تمكن من الصعود بالنادي إلى المركز الثالث على التوالي في القسم الثالث بين عام 2008 وعام 2010 للتأهل إلى المربع الذهبي.

## روابط خارجية
- الموقع الرسمي